# 烏桑戈達國家公園
6°6′0″N 80°59′22″E / 6.10000°N 80.98944°E

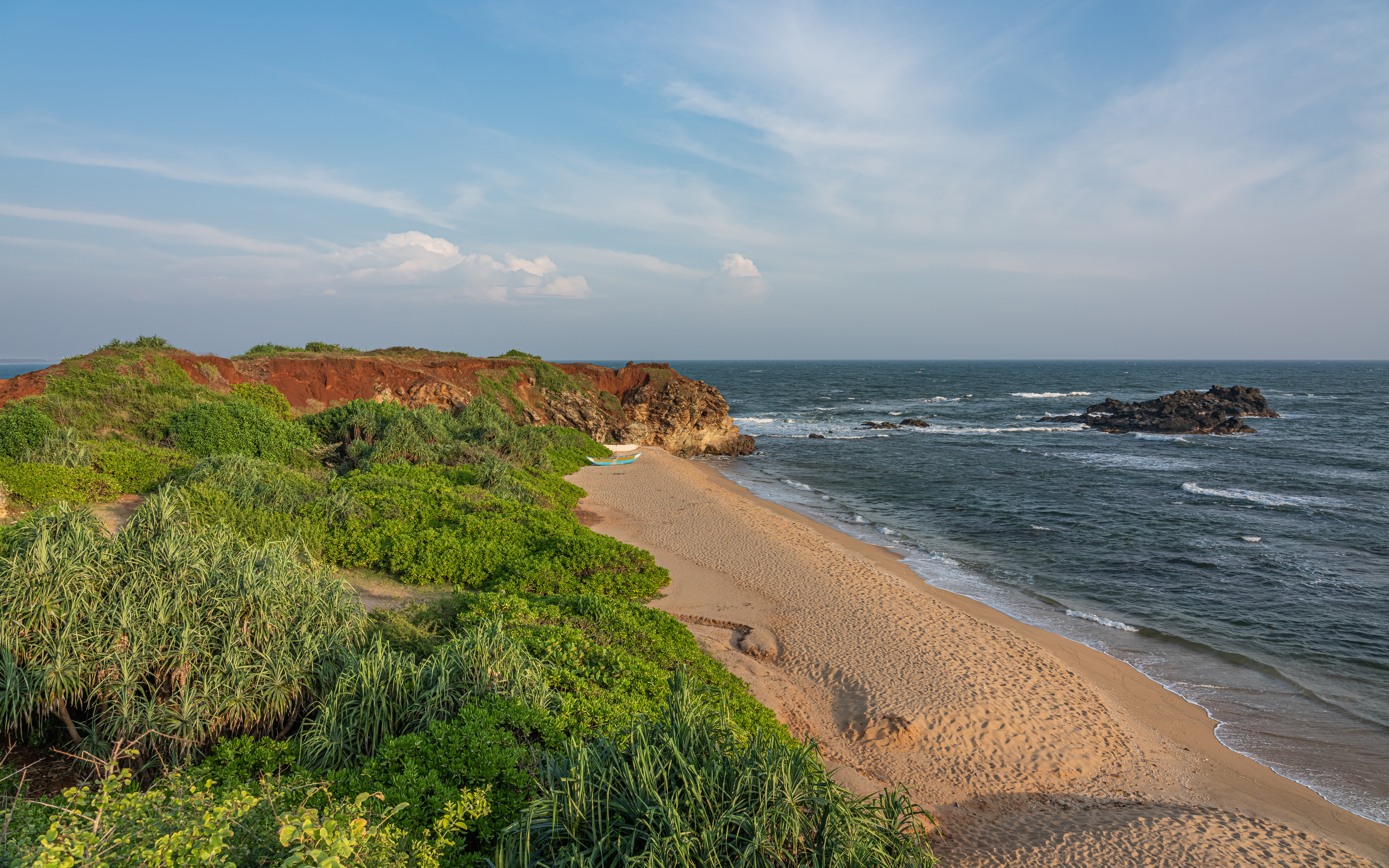

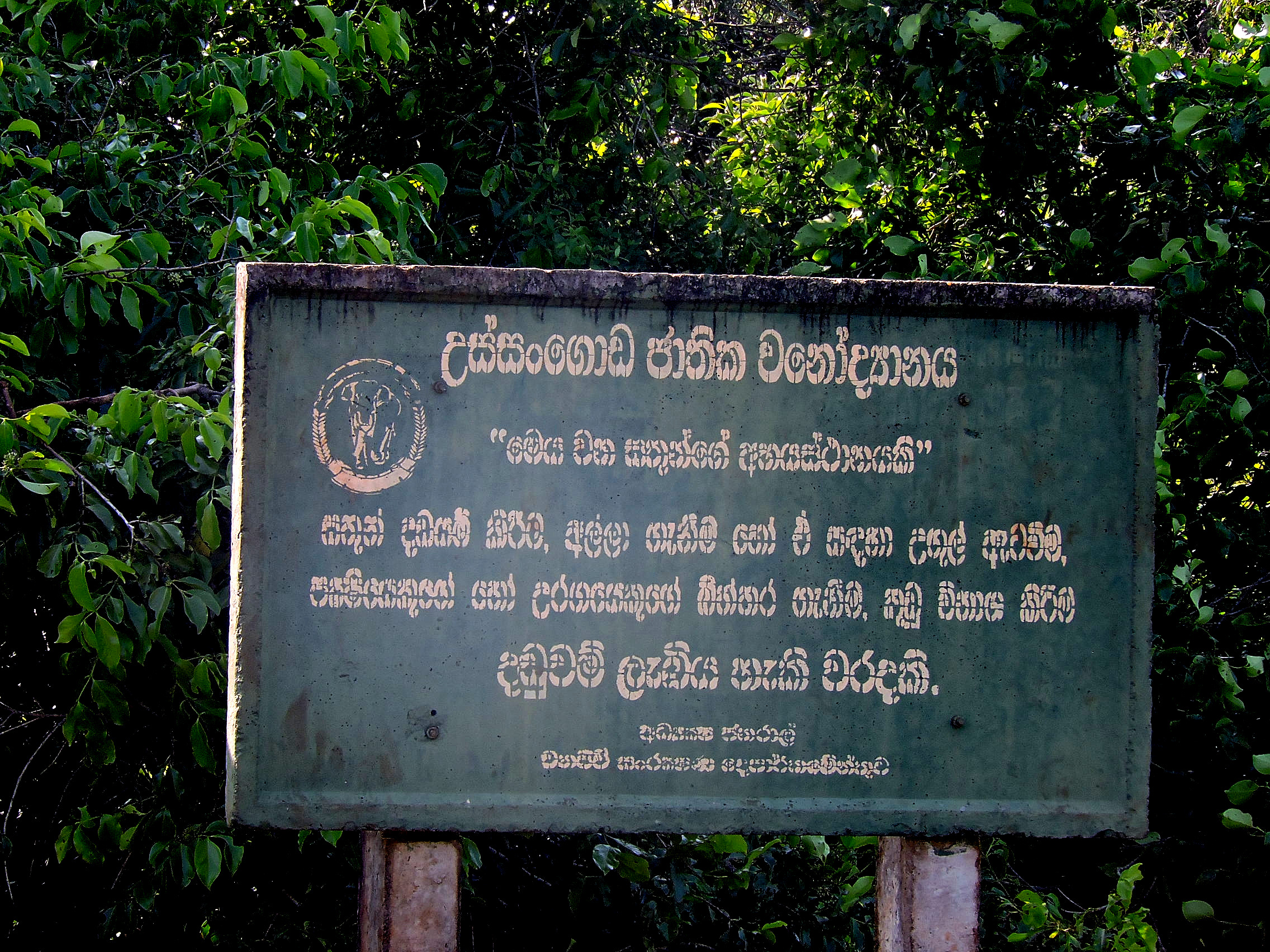

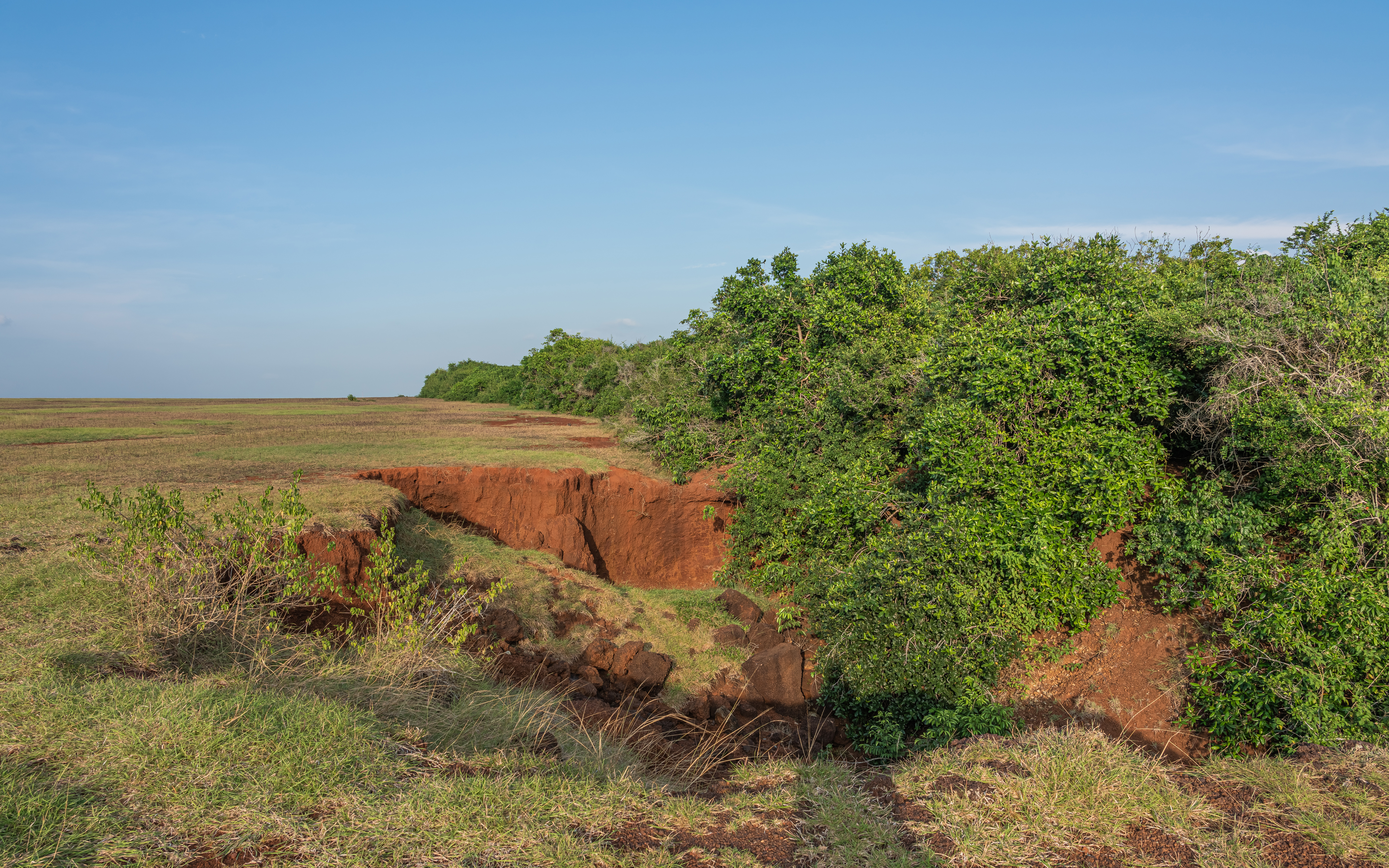

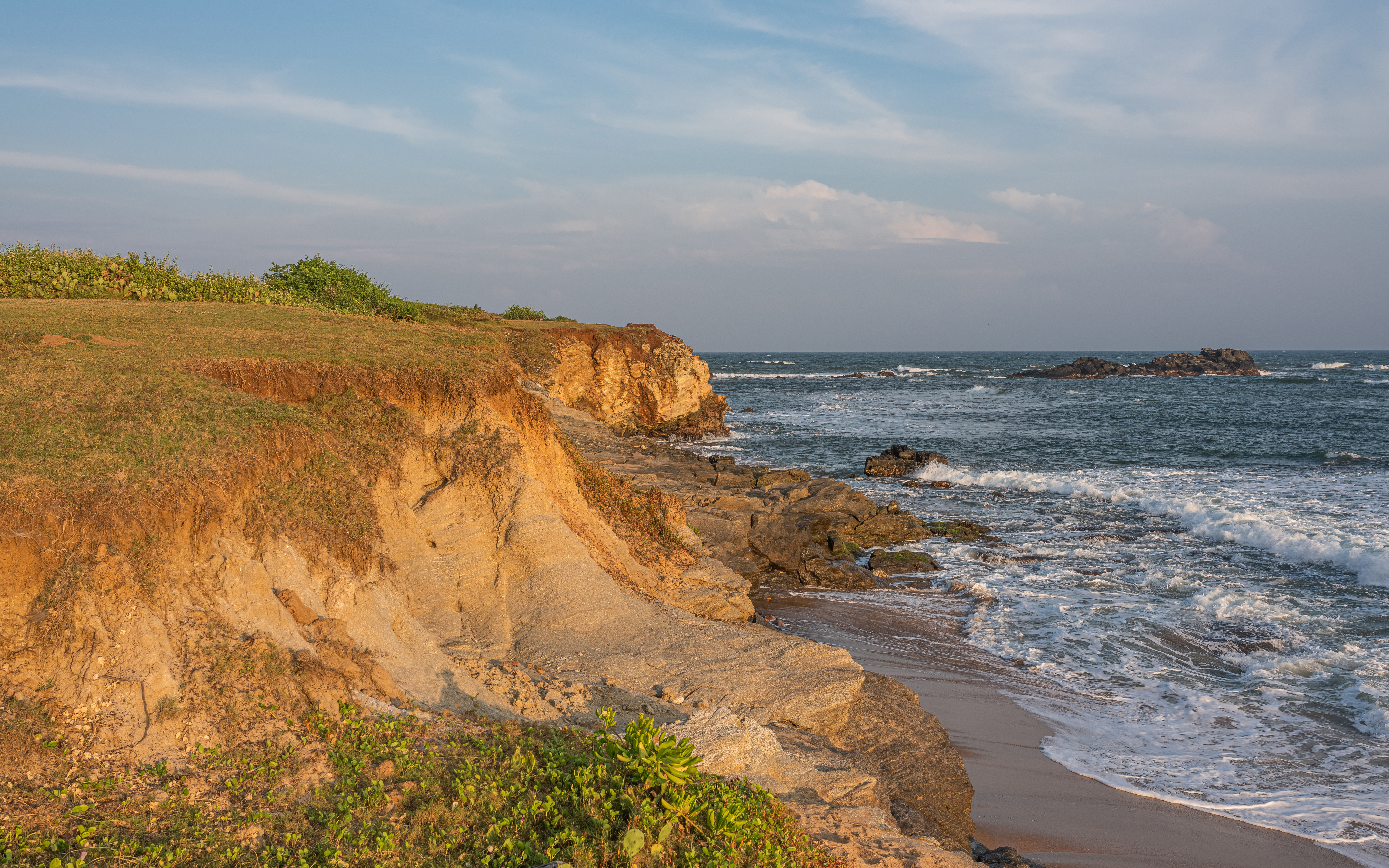

烏桑戈達國家公園是斯里蘭卡的國家公園，位於該國南部，處於南部省，鄰近漢班托塔，成立於2010年，面積3.5平方公里，是海龜的繁殖地。